# Théo Chendri
Théo Chendri (født 27. maj 1997 i Podgorica, Frankrig) er en fransk professionel fodboldspiller, der spiller som midtbanespiller i den spanske klub CD Badajoz